# カプリ島
カプリ島（カプリとう、イタリア語: Isola di Capri、ナポリ語:Isula 'e Capri）は、イタリア南部のティレニア海に存在する島である。ナポリ市街からナポリ湾を挟んで南へ約30 kmに位置する。面積は10 km2程度で、2021年時点の人口は約1万5000人であった。風光明媚な島で、青の洞窟と呼ばれる海食洞が有名である。イタリアの歴史においてもしばしば登場し、ローマ皇帝のティベリウスは統治期間の後半を、この地で過ごした。

## 地理

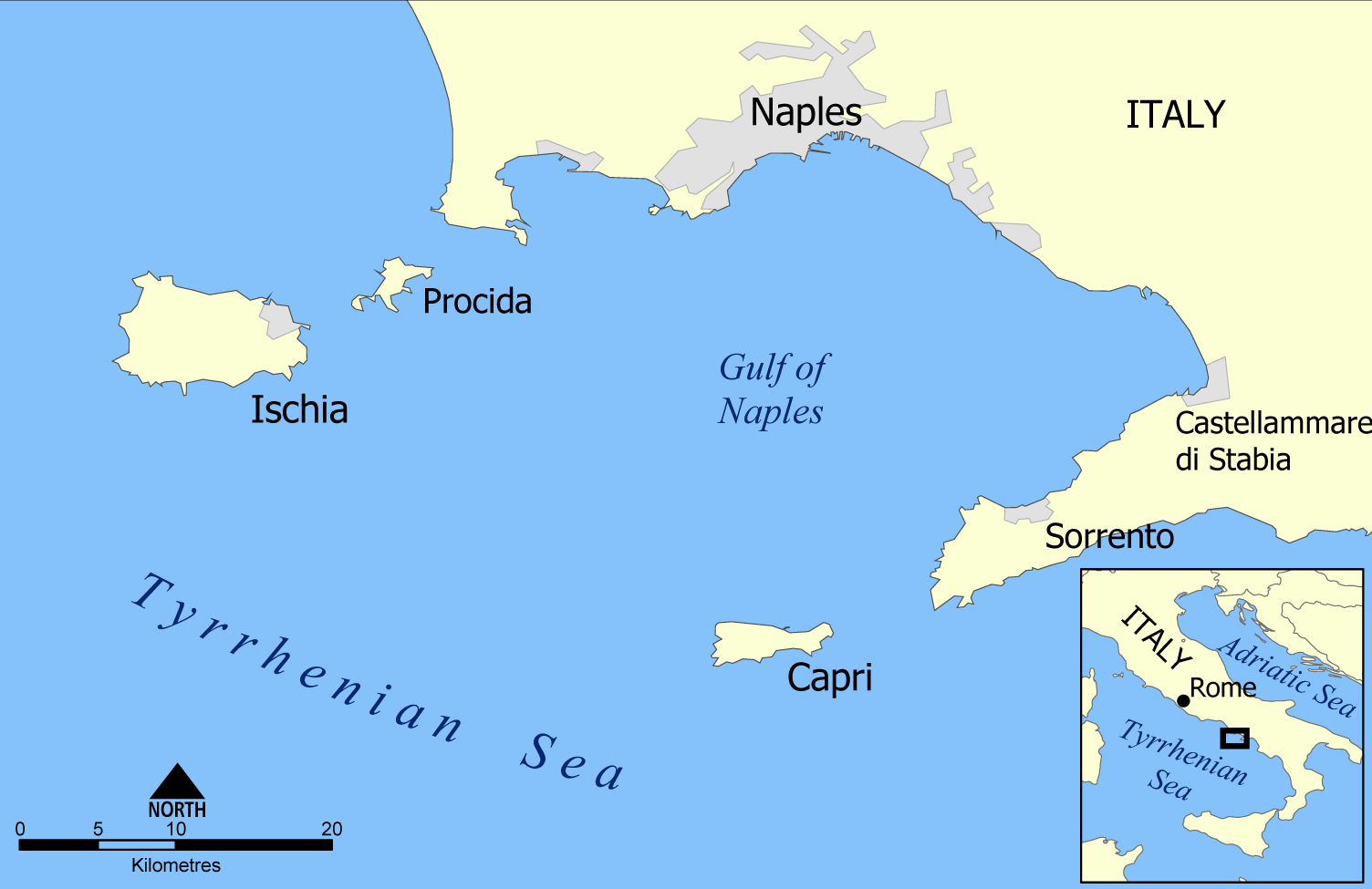
カプリ島とナポリの位置関係
ナポリ湾を挟んでナポリ市のほぼ南30 kmの位置に浮かぶ。

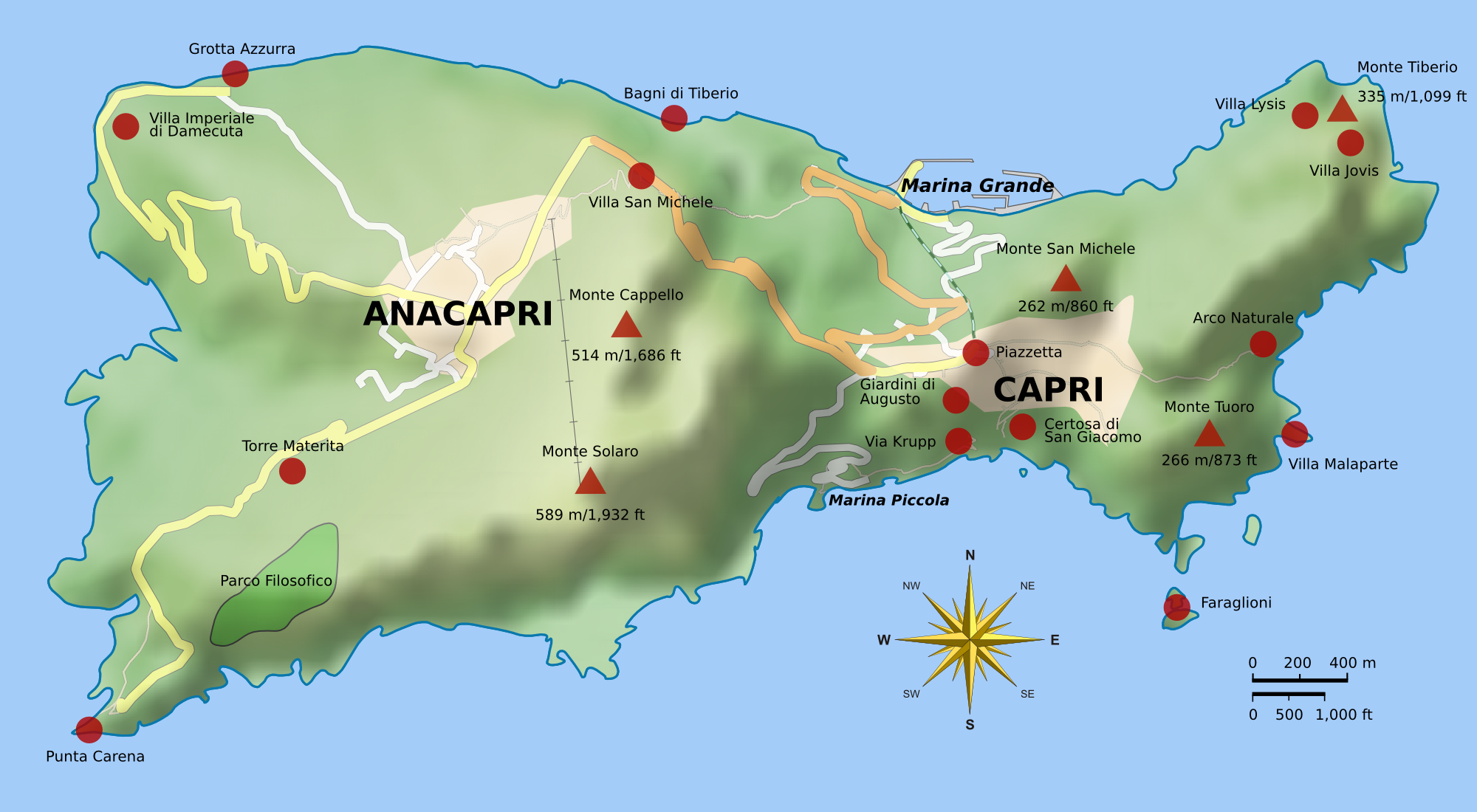
カプリ島内の地図。

カプリ島からナポリ湾を見た場合に、ちょうど対岸にナポリ市街が位置する。ベスビオ火山やポンペイなども、数十 km程度と比較的近い。
カプリ島の面積は10.36 km2で、島の外周は約17 kmである。島の最高峰はソラーロ山 (Monte Solaro, 589 m) であり、他にカッペッロ山 (Cappello, 515 m)、サン・ミケーレ山 (Monte San Michele, 262 m)、ティベリオ山 (Monte Tiberio, 334 m)、トゥオーロ山 (Monte Tuoro, 265 m) が主な山である。特別な名称の付いた海岸としては、島の北側にマリーナ・グランデ (Marina Grande)、南側にマリーナ・ピッコラ (Marina Piccola) と呼ばれる海岸が存在する。島の地質は石灰岩が多く、島の北西端には、青の洞窟が存在する。

### 島の行政
カプリ島はカンパニア州ナポリ県に属する。島内には、以下の2つのコムーネ（基礎自治体）が存在する。
- カプリ - 島の東側を所管する。
- アナカプリ - 島の西側を所管する。

- ソレント半島のカンパネッラ岬から
- カプリ港

## 気候
カプリ島は地中海性気候である。

## 歴史
元々はテレボアイ人が住んでいた島だった。後にアウグストゥスが気に入り、別荘地として島全体と対岸の土地を購入した。アウグストゥス自身は利用する機会に恵まれなかったものの、その後を継いだティベリウスは西暦26年からこの島に居を移し、隠居しながら政務を行なった。
ティベリウスは島内に12の別荘を持っていたとされ、それらの中でも「イオの別荘」は有名である。

## 観光
カプリ島の主産業は、観光業である。

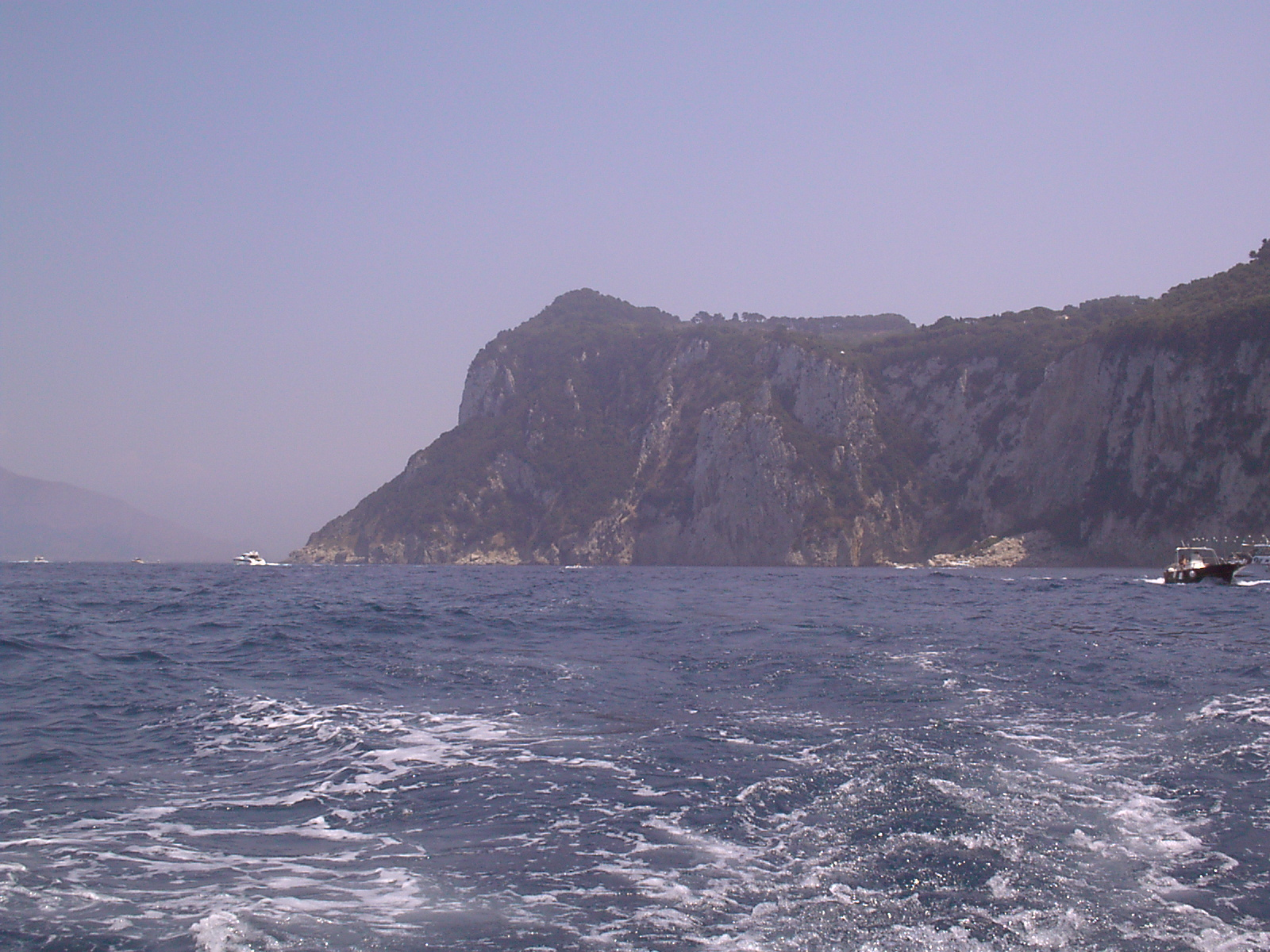
周遊ボートより見たカプリ島。

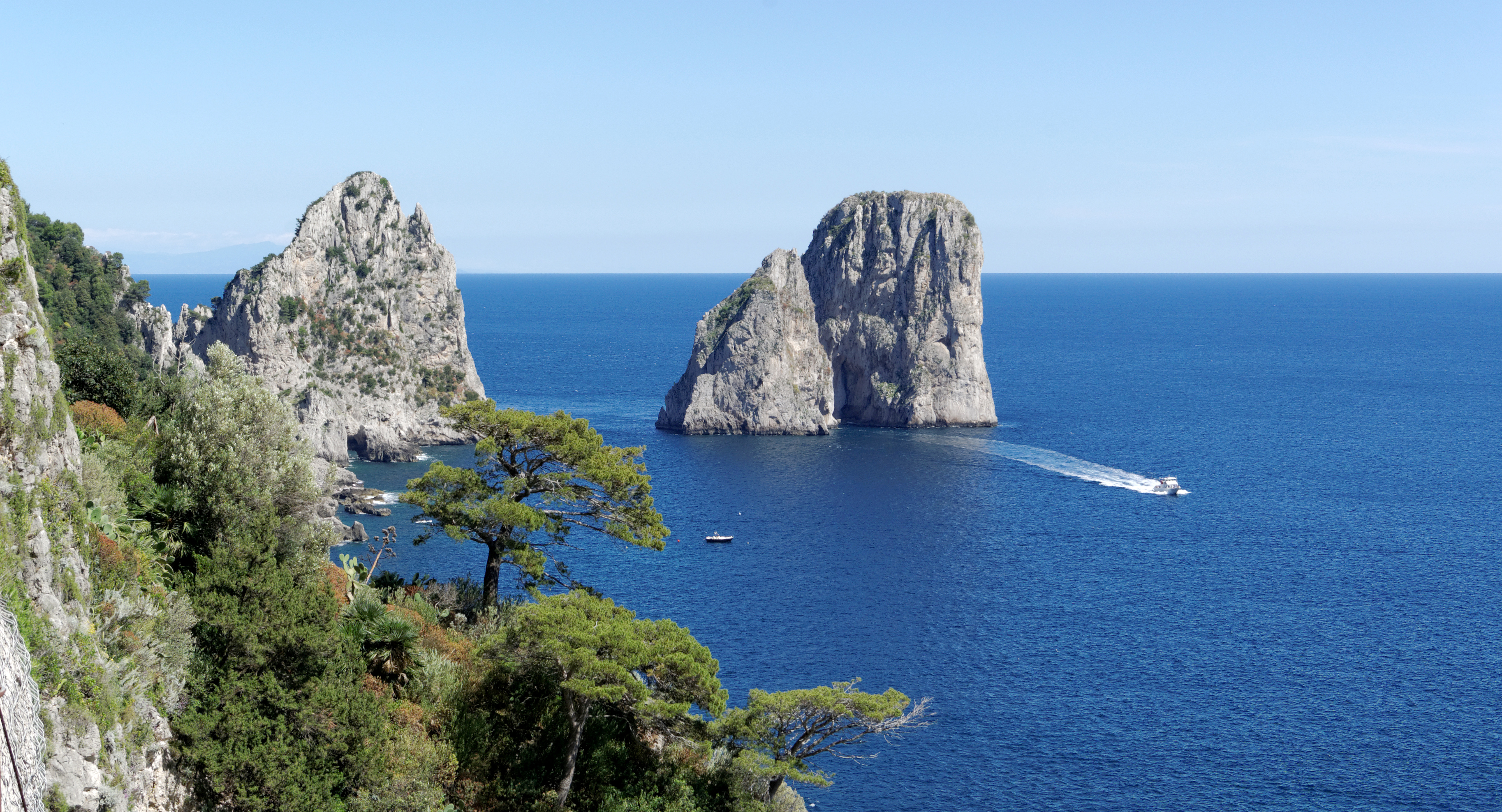
ファラリョーニと呼ばれる海岸の海食柱。海波による浸食により、柱のような形状の岩が残った。

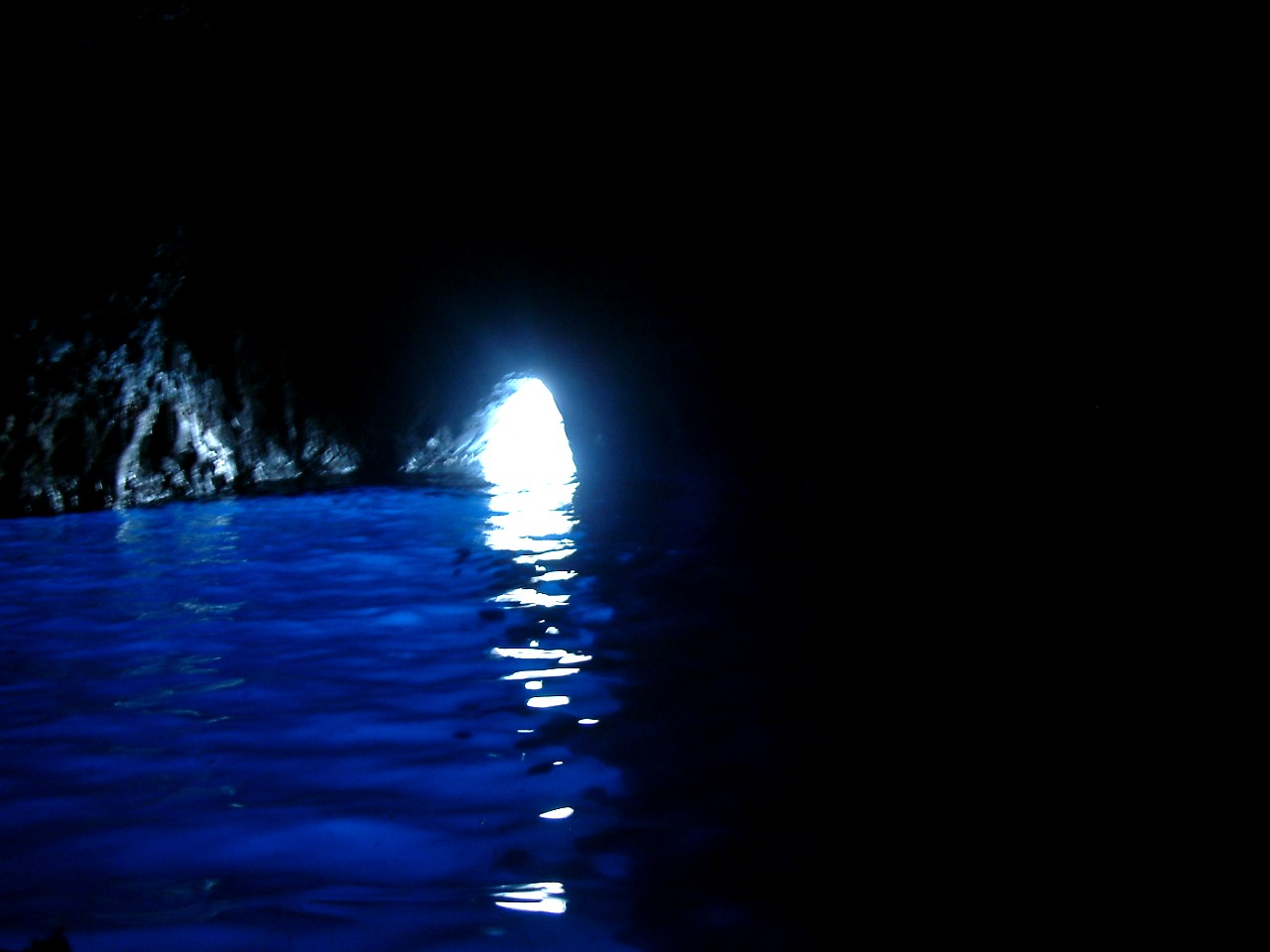
青の洞窟内部の眺め。洞窟の入り口は波が引いた時に海面に顔を出す。

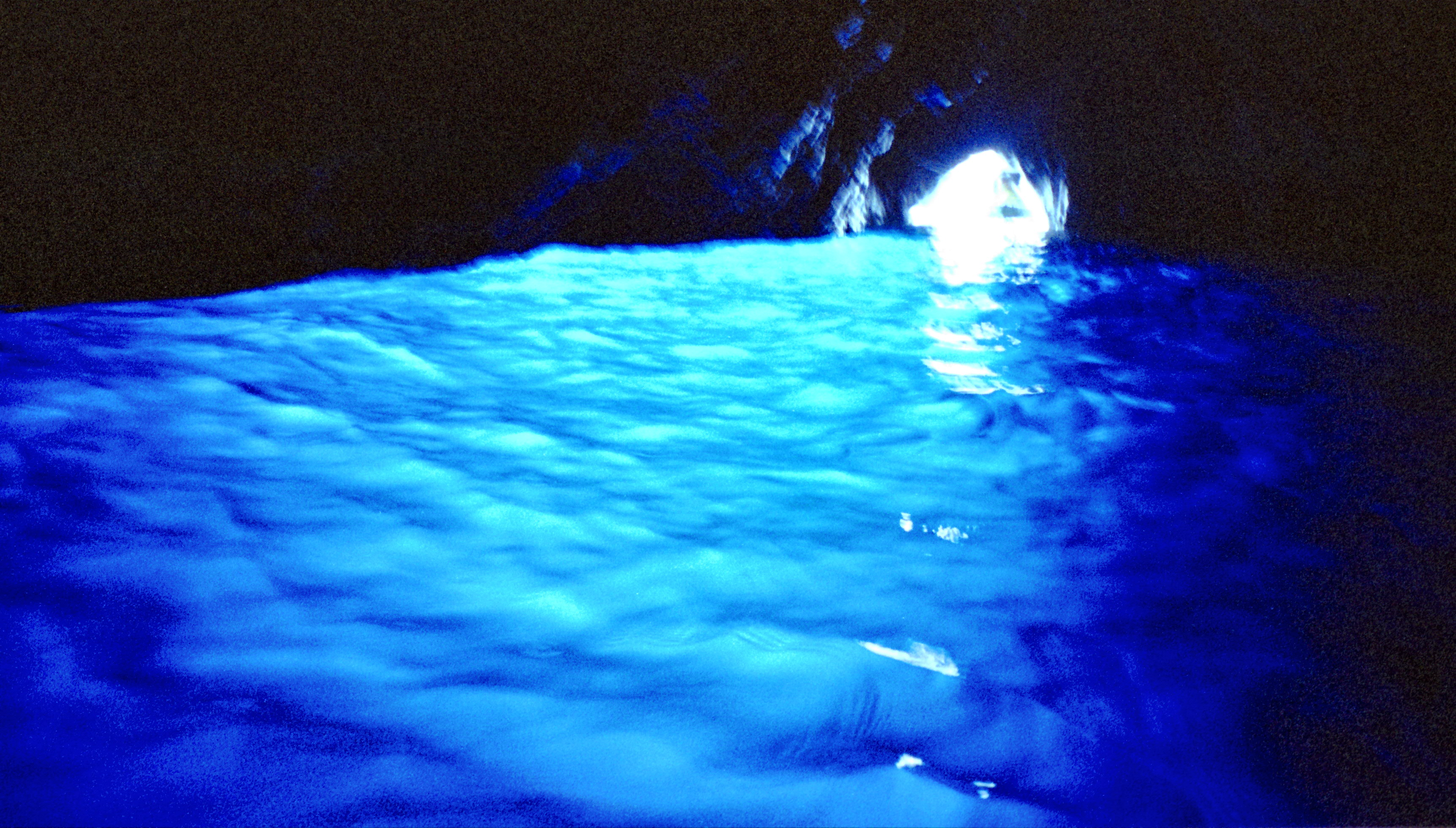
青の洞窟内部。

マリーナ・グランデには、ナポリやソレントなどからの旅客船が発着する島で唯一の商港である観光客用の港とドックが設けられている。また、島の南東の海上にはファラリョーニと呼ばれる海食柱が存在する。島の海岸付近の大部分は断崖絶壁なので、海岸近くに存在するファラリョーニへの陸からの接近は難しいものの、島を周遊する観光船が運行されている。マリーナ・グランデと高台に位置する島の中心地のカプリとは、リフトのカプリ鋼索線（la funicolare di Capri）が、5分間弱の所要時間で結んでいる。リフトが到着する広場からは、プラダ、グッチやブルガリなどの高級店が軒を連ねるほか、ホテルやレストランが点在する。
なお、島の高台を中心として島内随所には各界著名人などの別荘が点在している。

### 青の洞窟
カプリ島の海岸付近は、かなりの部分が断崖絶壁に囲まれており、波打ち際には半ば水中に埋もれている海食洞の「青の洞窟」(Grotta Azzurra) が存在する。この洞窟は、島内における主要な観光地の1つである。この洞窟には、洞窟の有る入り江から手漕ぎの小船に乗って入って行ける。入り口は狭く、くぐる際に乗客は船の舳先より下に頭を沈めなければならない。ただし、天候や波の状態により、進入不可能に陥る場合も有る。
アンデルセンの出世作の恋愛小説の『即興詩人』では、この洞窟が重要な舞台である。森鷗外の翻訳では「琅玕洞」（ろうかんどう）と訳された。

### その他
青の洞窟は気象条件その他の理由で進入できない時が有るものの、そういった場合でも行ける可能性が有る「緑の洞窟」「珊瑚の洞窟」や「白の洞窟」といった名所も存在する。

## 文化

### 食文化
島の名産の農産物としてレモンが知られており、カプリ島は「レモン島」とも言われる。なお、イタリア発祥のリキュールの1つとして、レモンの香味を蒸留酒に移したリモンチェッロと言う酒が存在する。このカプリ島も、そのリモンチェッロの主要な産地の1つとして知られている。また、観光客向けに、レモンチョコレートなどの土産品も販売されている。
また「カプリ島風のサラダ」という意味のインサラータ・カプレーゼは、スライスしたトマトにモッツァレッラチーズ、バジリコなどを添えたサラダである。

### 映画
- イル・ポスティーノ - 1994年に制作されたイタリア映画である。